# Resolució 1262 del Consell de Seguretat de les Nacions Unides
La Resolució 1262 del Consell de Seguretat de les Nacions Unides fou adoptada per unanimitat el 27 d'agost de 1999. Després de recordar les resolucions anteriors sobre Timor Oriental (Timor Leste), en particular la Resolució 1246 (1999) i la Resolució 1257 (1999), el Consell va prorrogar el mandat de Missió de les Nacions Unides a Timor Oriental (UNAMET) fins al 30 de novembre de 1999.
El Consell de Seguretat va recordar l'acord signat entre Indonèsia i Portugal sobre el futur de Timor Oriental i els acords entre les Nacions Unides i Indonèsia i Portugal sobre el Referèndum d'Autonomia Especial de Timor Oriental signat el 5 de maig de 1999. Va assenyalar la necessitat que les Nacions Unides continuïn els seus esforços a Timor Oriental després del referèndum per crear confiança i estabilitat. El secretari general Kofi Annan havia suggerit que la UNAMET continués temporalment el seu funcionament en el període posterior al referèndum i la implementació del seu resultat.
Després d'ampliar el mandat de la UNAMET fins al 30 de novembre de 1999, el Consell va aprovar les propostes del Secretari General relatives a la fase provisional de la UNAMET amb els següents components:
(a) una unitat electoral;
(b) un component policial de fins a 460 persones per assessorar la Policia Nacional d'Indonèsia i la formació de la nova Policia Nacional de Timor Oriental;
(c) un component d'enllaç militar de fins a 300 persones per mantenir relacions;
(d) un component civil per assessorar al Representant Especial del Secretari General sobre l'aplicació dels acords;
(e) un component d'informació pública per difondre informació sobre el progrés de l'aplicació i promoure la reconciliació.
Totes les parts van ser cridades a cooperar amb la UNAMET i garantir la seva llibertat de moviment, mentre que es va encarregar a Indonèsia de continuar proporcionant seguretat a Timor Oriental en el període provisional.